# Moviment Aliança de Botswana
El Moviment Aliança de Botswana (en Anglès: Botswana Alliance Movement) és un partit polític progressista de Botswana, dirigit per Ephraim Lepetu Setshwaelo. A les últimes eleccions, 30 d'octubre del 2004, el partit va guanyar el 2,8% del vot popular però cap escó. L'agost de 2007 va signar un acord amb el partit al poder, el Botswana Congress Party. A les eleccions de 2009 va aconseguir un seient a l'Assemblea Nacional.